# Signolo
I Signolo (talvolta anche Signoli) furono una famiglia patrizia veneziana, annoverata fra le cosiddette Case Nuove.

## Storia
Come per tutte le famiglie della Venezia più antica, le informazioni riguardanti questo casato sono poche e assai imprecise: poco chiare, ad esempio, sono le fonti al riguardo della provenienza di questa casa e del periodo di trasferimento della stessa in area lagunare. La tradizione, comunque, attribuisce ai Signolo l'edificazione della chiesa di San Pantalon (secolo XII), affacciantesi sull'omonimo campo in sestiere Dorsoduro, nonché del Palazzo Donà della Madoneta, costruito nel secolo XIII e di cui furono i primi proprietari.
Benché fossero una famiglia piuttosto in vista già prima della serrata, furono ufficialmente annoverati nel corpo patrizio cittadino nel 1297; sembra, tuttavia, che alcuni rami della famiglia ne rimanessero esclusi. Una gran parte di questo casato si trasferì successivamente nelle colonie veneziane sull'isola di Candia.
Discordi, inoltre, sono le fonti riguardanti la data di estinzione dei Signolo: studi recenti la individuano in un lasso di tempo compreso tra gli anni 1493 e 1527; tradizioni più antiche individuano l'ultimo discendente di questa casa in un Alessandro Signolo, deceduto a Candia nel 1570.

## Membri illustri
- Giovanni Signolo (XII secolo), ecclesiastico, fu patriarca di Grado dal 1182 al 1201.

## Monumenti e architetture

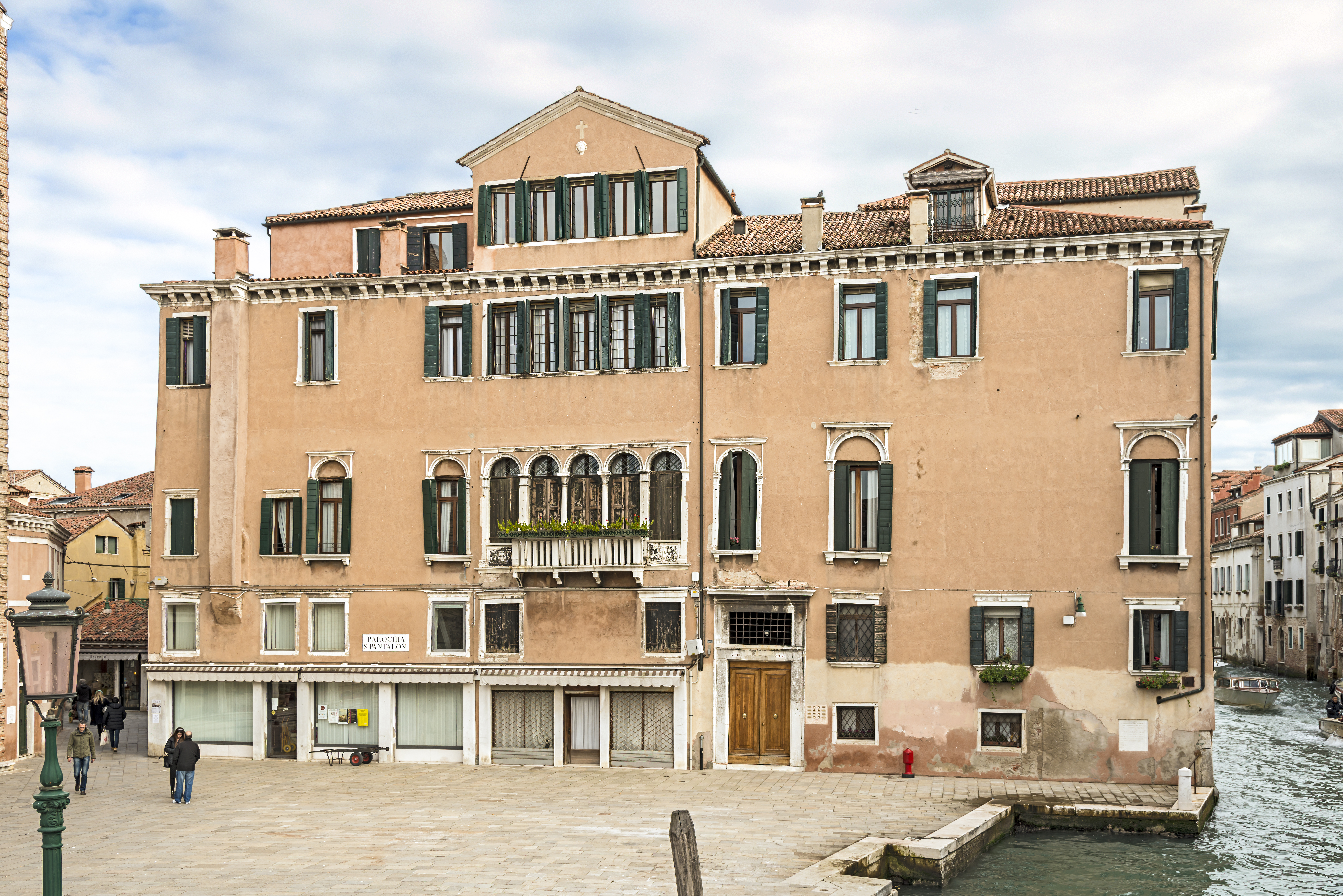
Palazzo Signolo, a Dorsoduro

- Palazzo Signolo, a Dorsoduro.